# Stor-Svarttjärnen (Söderala socken, Hälsingland)
Stor-Svarttjärnen är en sjö i Söderhamns kommun i Hälsingland och ingår i Ljusnans huvudavrinningsområde.